# Noctua bergensis
Noctua bergensis är en fjärilsart som beskrevs av Sparre-schneider 1901. Noctua bergensis ingår i släktet Noctua och familjen nattflyn. Inga underarter finns listade i Catalogue of Life.